# 水をかけられた散水夫
『水をかけられた散水夫』（みずをかけられたさんすいふ、原題：L'ArroseurArrosé）は、1895年にフランスで製作・公開された短編映画である。モノクロ、サイレント。製作・監督はリュミエール兄弟。別邦題に『庭師』、『水をかけられた撒水夫』などがある。

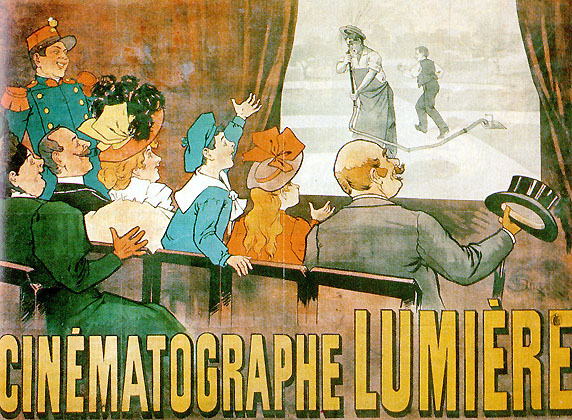
ポスター

散水夫がホースを使って水撒きをしていると、一人の少年がホースを踏んづけて水が出なくなり、散水夫がホースを覗き込むと少年は足を離しずぶ濡れになり、少年を追っかけてお仕置きをする、という内容。当時リュミエール兄弟が手掛けた作品は、『工場の出口』など町の風景や日常を捉えた記録映画ばかりだったが、この作品は上記のプロットの筋書きを持つ作品であり、演出された初の作品でもある。また笑いの要素も持ち、コメディ映画の先駆けとなった。
本作は1895年12月28日、パリのグラン・カフェ1階のサロン・ナンディアン（インドの間）で『工場の出口』などの作品と共に有料公開された。これが世界初の映画興行である。

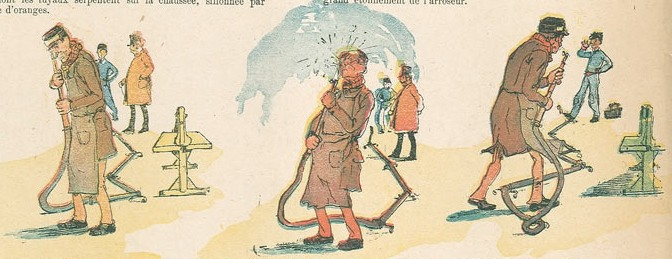
ヘルマン・フォーゲルが描いた漫画

この作品は、フランスで働いたイラストレーターのヘルマン・フォーゲル（1856-1918）の描いた漫画をモチーフにして制作されたと言われる。

## 出演者
この作品で水をかけられる庭師を演じたのは、実際にリュミエールの父親の庭師だったフランソワ・クレールで、少年を演じたのはリュミエール工場の大工見習いだったブノワ・デュヴァルである。

## コピー作品とオマージュ作品
当時は、映画の著作権に関する意識がなく、フランス以外にイギリスやアメリカなどでいくつかの模倣作品が生まれ、さまざまなバージョンの作品が流出している。また1896年にジョルジュ・メリエスが『L'Arroseur』の題名でリメイクしているが、この作品は現在消失している。
1958年には、フランソワ・トリュフォーが自身の短編映画『あこがれ』で、テニスコートで「水撒きする人が逆に水を撒かれる」というギャグのシーンで再現している。アニエス・ヴァルダの映画『百一夜』にもオマージュシーンがある。